# Anapisa
Anapisa is een geslacht van vlinders van de familie spinneruilen (Erebidae), uit de onderfamilie Arctiinae.

## Soorten
- A. cleta (Plötz, 1880)
- A. connexa (Walker, 1854)
- A. crenophylax (Holland, 1893)
- A. dufranei Kiriakoff, 1952
- A. endoxantha Hampson, 1914
- A. histrio (Kiriakoff, 1953)
- A. holobrunnea Tams, 1932
- A. lamborni (Rothschild, 1913)
- A. melaleuca (Holland, 1898)
- A. metarctioides (Hampson, 1907)
- A. monotica (Holland, 1893)
- A. monotonia Kiriakoff, 1963
- A. preussi (Gaede, 1926)
- A. schoutedeni Kiriakoff, 1952
- A. sjoestedti (Aurivillius, 1904)
- A. tristigma (Mabille, 1893)
- A. vanoyei (Kiriakoff, 1952)